# Tomás Guido

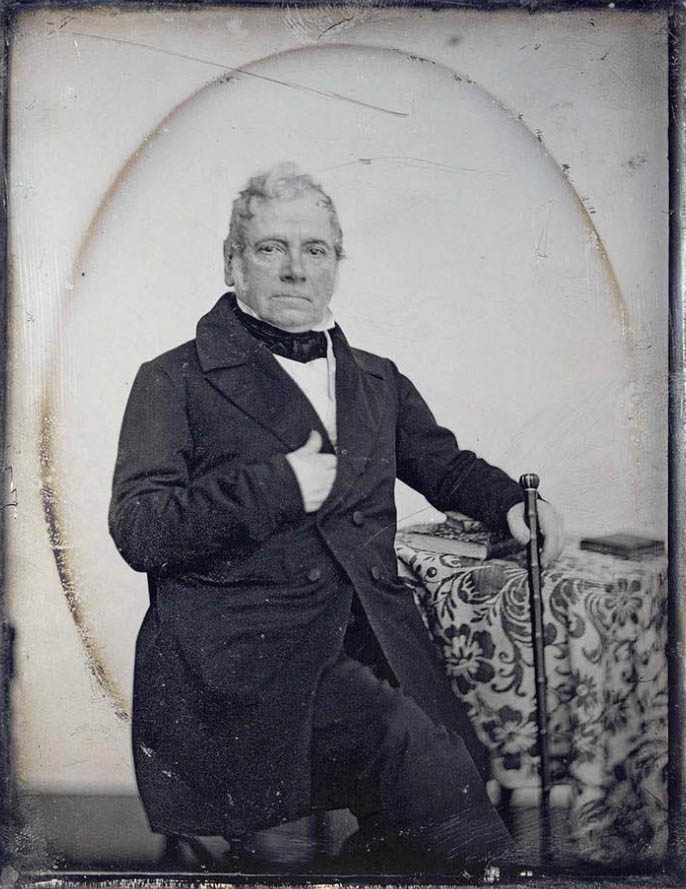
Tomás Guido

Tomás Guido (Buenos Aires, 1 de novembro de 1788 — 14 de setembro de 1866) foi um general sanmartiniano, diplomata e político. Atuou nas invasões inglesas e aderiu à Revolução de   Maio de 1810. Brindou seu talento negociador durante os difícies momentos da independência. Sua célebre Memória, fruto de suas conversações com General San Martín, foram determinantes para que o Director Supremo Juan Martín de Pueyrredón lhe desse seu apoio à realização da campanha libertadora de Chile e Peru.
| “ | Muito mais importante que escrever sobre a revolução é contribuir pessoalmente para realizá-la. | ” |